# Südostasienspiele 1983/Badminton
Titelträger im Badminton wurden bei den Südostasienspielen 1983 in Singapur in fünf Einzel- und zwei Mannschaftsdisziplinen ermittelt. Die Spiele fanden vom 28. Mai bis zum 6. Juni 1983 statt. Die Badmintonwettbewerbe wurden in der Singapore Badminton Hall ausgetragen.

## Medaillengewinner
| Disziplin    | Gold                                                                                              | Silber | Bronze |
| ------------ | ------------------------------------------------------------------------------------------------- | --- | --- |
| Herreneinzel | Wong Shoon Keat                                                                                   | Hastomo Arbi | Lau Wing Cheok |
| Herreneinzel | Wong Shoon Keat                                                                                   | Hastomo Arbi | Sarit Pisudchaikul                                                                                                  |
| Dameneinzel  | Ivanna Lie                                                                                        | Elizabeth Latief | Jutatip Banjongsilp                                                                                                 |
| Dameneinzel  | Ivanna Lie                                                                                        | Elizabeth Latief | Phanwad Jinasuyanont                                                                                                |
| Herrendoppel | Bobby Ertanto Christian Hadinata                                                                  | Liem Swie King Hadibowo | Sawei Chanseorasmee Sarit Pisudchaikul                                                                              |
| Herrendoppel | Bobby Ertanto Christian Hadinata                                                                  | Liem Swie King Hadibowo | Ong Beng Teong Soh Goon Chup                                                                                        |
| Damendoppel  | Ruth Damayanti Maria Francisca                                                                    | Rosiana Tendean Mary Herlin                                                                                                  | Kanitta Mansamuth Amporn Kaitpituk                                                                                  |
| Damendoppel  | Ruth Damayanti Maria Francisca                                                                    | Rosiana Tendean Mary Herlin                                                                                                  | Katherine Swee Phek Teh Juliet Poon                                                                                 |
| Mixed        | Christian Hadinata Ivanna Lie                                                                     | Bobby Ertanto Ruth Damayanti                                                                                                 | Sawei Chanseorasmee Amporn Kaitpituk                                                                                |
| Mixed        | Christian Hadinata Ivanna Lie                                                                     | Bobby Ertanto Ruth Damayanti                                                                                                 | Razif Sidek Leong Choi Lean                                                                                         |
| Herrenteam   | Indonesien Icuk Sugiarto Liem Swie King Bobby Ertanto Christian Hadinata Hastomo Arbi Hadibowo    | Malaysia Misbun Sidek Foo Kok Keong Ong Teong Boon Soh Goon Chup Jalani Sidek Razif Sidek                                    | Thailand Bandid Jaiyen Sawei Chanseorasmee Sarit Pisudchaikul Preecha Sopajaree Suwat Poonumphai Sakrapee Thongsari |
| Herrenteam   | Indonesien Icuk Sugiarto Liem Swie King Bobby Ertanto Christian Hadinata Hastomo Arbi Hadibowo    | Malaysia Misbun Sidek Foo Kok Keong Ong Teong Boon Soh Goon Chup Jalani Sidek Razif Sidek                                    | Singapur Wong Shoon Keat Lau Wing Cheok Hamid Khan Tan Kum Hwa Sulaiman Zaini                                       |
| Damenteam    | Indonesien Ivanna Lie Elizabeth Latief Ruth Damayanti Maria Fransisca Rosiana Tendean Mary Harlim | Thailand Kanitta Mansamuth Suleeporn Jittariyakul Jutatip Banjongsilp Sirisriro Patama Amporn Kaitpituk Penpan Klangthamniem | Malaysia Leong Chai Lean Katherine Swee Phek Teh Juliet Poon Kok Chan Fong Tan Sui Hoon                             |
| Damenteam    | Indonesien Ivanna Lie Elizabeth Latief Ruth Damayanti Maria Fransisca Rosiana Tendean Mary Harlim | Thailand Kanitta Mansamuth Suleeporn Jittariyakul Jutatip Banjongsilp Sirisriro Patama Amporn Kaitpituk Penpan Klangthamniem | Singapur Irene Lee Soo Chiew Ming Choy Leng Siong Leong Kay Sine Ho Kam Meng Koh Ee Boon                            |

## Halbfinalresultate
| Disziplin    | Sieger                           | Finalist                               | Ergebnis            |
| ------------ | -------------------------------- | -------------------------------------- | ------------------- |
| Herreneinzel | Wong Shoon Keat                  | Sarit Pisudchaikul                     | 16–17, 15–8, 15–5   |
| Herreneinzel | Hastomo Arbi                     | Lau Wing Cheok                         | 7–15, 15–3, 15–9    |
| Dameneinzel  | Elizabeth Latief                 | Jutatip Banjongsilp                    | 11–5, 11–2          |
| Dameneinzel  | Ivanna Lie                       | Phanwad Jinasuyanont                   | 12–9, 11–2          |
| Herrendoppel | Hadibowo Liem Swie King          | Sawei Chanseorasmee Sarit Pisudchaikul | 18–15, 15–10        |
| Herrendoppel | Bobby Ertanto Christian Hadinata | Soh Goon Chup Ong Beng Teong           | 15–8, 7–15, 15–6    |
| Damendoppel  | Ruth Damayanti Maria Fransisca   | Amporn Kaipituk Kanitta Mansamuth      | 15–5, 15–7          |
| Damendoppel  | Mary Herlin Rosiana Tendean      | Juliet Poon Katherine Swee Phek Teh    | 17–16, 15–6         |
| Mixed        | Christian Hadinata Ivanna Lie    | Razif Sidek Leon Choi Lean             | 15–6, 15–1          |
| Mixed        | Bobby Ertanto Ruth Damayanti     | Sawei Chanseorasmee Amporn Kaipituk    | 11–15, 15–10, 15–11 |

## Finalresultate
| Disziplin    | Sieger                           | Finalist                     | Ergebnis          |
| ------------ | -------------------------------- | ---------------------------- | ----------------- |
| Herreneinzel | Wong Shoon Keat                  | Hastomo Arbi                 | 9–15, 15–2, 15–11 |
| Dameneinzel  | Ivanna Lie                       | Elizabeth Latief             | 11–2, 11–4        |
| Herrendoppel | Bobby Ertanto Christian Hadinata | Hadibowo Liem Swie King      | 8–15, 15–9, 15–5  |
| Damendoppel  | Ruth Damayanti Maria Fransisca   | Mary Herlin Rosiana Tendean  | 15–3, 15–9        |
| Mixed        | Christian Hadinata Ivanna Lie    | Bobby Ertanto Ruth Damayanti | 15–2, 15–2        |

## Medaillenspiegel
| Platz | Land       | Gold | Silber | Bronze | Gesamt |
| ----- | ---------- | ---- | ------ | ------ | ------ |
| 1     | Indonesien | 6    | 5      | -      | 11     |
| 2     | Singapur   | 1    | -      | 3      | 4      |
| 3     | Thailand   | -    | 1      | 7      | 8      |
| 4     | Malaysia   | -    | 1      | 4      | 5      |